# Józef Nguyễn Đình Uyển
Św. Józef Nguyễn Đình Uyển (wiet. Giuse Nguyễn Đình Uyển) (ur. ok. 1775 r. w Ninh Cường, prowincja Nam Định w Wietnamie – zm. 4 lipca 1838 r. w Hưng Yên w Wietnamie) – katechista, tercjarz dominikański, męczennik, święty Kościoła katolickiego.
Józef Nguyễn Đình Uyển urodził się w Ninh Cường, prowincja Nam Định. Uczył się w seminarium w Tiên Chu. Został tercjarzem dominikańskim. Był pomocnikiem biskupa Henares i towarzyszył mu w podróżach. Po rozpoczęciu prześladowań biskup Henares powierzył mu wspólnotę chrześcijan w Tiên Chu, pomimo że Józef Nguyễn Đình Uyển nie był księdzem. Józef Nguyễn Đình Uyển nosił publicznie szkaplerz dominikański. Z tego powodu został uwięziony. Nie zgodził się na podeptanie krzyża nawet pod wpływem tortur. Po wielu posiedzeniach sądu został skazany na ścięcie. Zmarł jednak w wyniku tortur przed wykonaniem wyroku 4 lipca 1838 r.
Dzień wspomnienia: 24 listopada w grupie 117 męczenników wietnamskich.
Beatyfikowany 27 maja 1900 r. przez Leona XIII. Kanonizowany przez Jana Pawła II 19 czerwca 1988 r. w grupie 117 męczenników wietnamskich.